# Františkův Vrch
Františkův Vrch je malá vesnice, část obce Huntířov v okrese Děčín. Nachází se asi 2 km na jih od Huntířova. Je zde evidováno 28 adres. V roce 2011 zde trvale žilo 70 obyvatel.
Františkův Vrch leží v katastrálním území Huntířov u Děčína o výměře 7,24 km2.

## Historie
První písemná zmínka o obci pochází z roku 1780. Do roku 1946 nesla obec název Franzberg.

## Obyvatelstvo
|                                                                   | 1869 | 1880 | 1890 | 1900 | 1910 | 1921 | 1930 | 1950 | 1961 | 1970 | 1980 | 1991 | 2001 | 2011 |
| ----------------------------------------------------------------- | ---- | ---- | ---- | ---- | ---- | ---- | ---- | ---- | ---- | ---- | ---- | ---- | ---- | ---- |
| Obyvatelé                                                         | 200  | 188  | 180  | 161  | 155  | 144  | 143  | 61   | 65   | 55   | 49   | 46   | 55   | 70   |
| Domy                                                              | 39   | 39   | 38   | 38   | 37   | 35   | 34   | 35   | .    | 16   | 12   | 19   | 18   | 25   |
| Počet domů z roku 1961 je zahrnut v domech místní části Huntířov. |      |      |      |      |      |      |      |      |      |      |      |      |      |      |

## Pamětihodnosti
- Větrný mlýn[8]